# Estonská konzervativní lidová strana
Estonská konzervativní lidová strana (estonsky Eesti Konservatiivne Rahvaerakond – EKRE) je národně konzervativní politická strana v Estonsku. Ideologicky dále bývá řazena mezi strany euroskeptické, nacionalistické, pravicově populistické a strany podporující přímou demokracii.
Strana byla založena 24. března 2012 sloučením Estonské lidové unie a Estonského národního hnutí. Od roku 2013 je jejím předsedou Mart Helme, bývalý estonský velvyslanec v Rusku.
V estonských parlamentních volbách v roce 2015 získala strana 8,1 % hlasů a 7 mandátů z celkových 101 mandátů parlamentu Estonska. Následně se nepodílela na kabinetu Jüriho Ratase a tak byla v letech 2015–2019 součástí parlamentní opozice.
Čestným předsedou strany je Arnold Rüütel, bývalý prezident Estonska.